# Jumping into the World
Jumping into the World è un EP della cantante sudcoreana BoA, pubblicato nel 2001.

## Tracce
1. Don't Start Now
2. Again
3. Destiny
4. Love Letter
5. Love Hurts
6. Power
7. Let U Go
8. Don't Start Now (English version)
9. ID; Peace B (English version)
10. 사라 (Sara) (English version)
11. Dreams Come True
12. 비밀일기 (I'm Sorry) (Chinese version)
13. ID; Peace B (Chinese version)
14. 사라 (Sara) (Chinese version)